# De Vampierzusjes
De Vampierzusjes is een van oorsprong Duitstalige jeugdboekenserie, geschreven door Franziska Gehm en gepubliceerd door Loewe Verlag (Bindlach).
De oorspronkelijke titel luidt 'Die Vampirschwestern'. De serie bestaat inmiddels (augustus, 2013) uit tien boeken. Van het eerste deel verschenen vertalingen in Bulgaars, Catalaans, Chinees, Tsjechisch, Deens, Nederlands, Engels (Nieuw-Zeeland en Australië), Fins, Italiaans, Litouws, Noors, Pools, Portugees, Russisch, Slowaaks, Sloveens, Spaans, Zweeds, Turks, Hongaars en Oekraïens. In Nederland zijn (augustus, 2013) vier delen gepubliceerd door Uitgeverij Holland:
- De Vampierzusjes 1, Een vriendin om in te bijten
- De Vampierzusjes 2, Een smakelijk avontuur
- De Vampierzusjes 3, Een bijtend probleem
- De Vampierzusjes 4, Hartsgeheimen
- De Vampierzusjes 5, Ticket naar Vampierstad

In december 2012 verscheen in de Duitse bioscopen de gelijknamige film. In de Nederlandse en Vlaamse bioscopen verscheen de film in augustus 2013 in een nagesynchroniseerde versie. Enkele weken voor de release van de film verscheen in boekvorm de film editie, getiteld De Vampierzusjes. Het vervolg hierop, De Vampierzusjes 2: Vleermuizen In Je Buik, kwam in juli 2016 nagesynchroniseerd in de bioscoop.